# Ряшів
Ря́шів (іноді Решів, пол. Rzeszów, Же́шув) — воєводське місто в Польщі, на річці Віслок (Вислок). Певний час було центром Ряшівського воєводства.
2022 року присвоєна почесна відзнака України «Місто-рятівник».

## Назва
У XIV столітті Перемишльська земля переходить під владу Польщі, тому зараз у багатьох мовах офіційно використовується польська назва Rzeszów, що залишалася в такій формі і під час перебування Перемишльської землі у складі Австрійської імперії, надалі Австро-Угорщини (1772—1918). Серед українців місто здавна відоме як «Ряшів» (старе написання «Ряшевъ»), навіть у виданнях Російської імперії воно називалося Ряшевъ.
У різних документах назва може подаватися по-різному: Rzazov, Rzissov, Rischov, Reschov, Ressovia, Rzeschow та ін.
Висунуто три версії походження назви міста. Згідно з першою, назва має питомо слов'янську етимологію. Польські дослідники пов'язують її з польським rzesza («велика кількість людей») або з присвійною формою імені Rzech, «Жех», Rzesz («Жеш»), що є зменшувальними формами від Rzetysław («Ретислав»).
Підтвердженням тому слугує латинізована назва міста (Resovia), вживана з часів встановлення магдебурзького права (у 1354 року вжито Oppidum Rzeszoviense), а також прізвище перших володарів міста — «Жешовські» (Rzeszowscy), які отримали його у 1354 році з дозволу короля. Окрім того, в адміністрації, документації і картографії під час 146-річного австрійського панування ніколи не вживалася згадана нижче німецька гіпотетична назва Reichshof, а тільки Rzeszów.
Малоймовірна версія, висловлена священиком Войцехом Міхною (пол. Wojciech Michna, 1820—1893). Згідно з нею, місто закладене німецькими колоністами, а Rzeszów є адаптацією нім. Reichshoff («панський двір», «двір Райха»). Прихильник цієї гіпотези Едвард Веберсфельд в 1906 році на сторінках львівського журналу Nasz Kraj стверджував, що місто було засноване самим Казимиром Великим у 1345 році в прикордонній пущі й що король поселив у місті німців, взятих під час походу проти князя опавського Миколая (т. зв. «глухонімці»). Аргументом на користь своєї версії він наводив згадку назви міста в формі Rischof у документах митрополита перемиського Ерика в 1390 році. Ще до Першої Світової ця теорія зазнала критики, а після Другої Світової війни критикувати її стали ще сильніше: як панівну за часів Адольфа Гітлера і підтримувану пропагандою НСДАП. Як зауважив Станіслав Роспонд, форма Reichshoff або подібна їй не засвідчена жодними пам'ятками, неможлива і трансформація її у Rzeszów у польській (нім. reich- мало адаптуватися як rych-). Під час нацистської окупації Польщі назва Reichshof для Ряшева була встановлена офіційно.
Третя версія теж виводить назву з німецької мови: джерела вказують, що в німецькій мові в описі розташування міста в магдебурзькому праві у XIV столітті місто записували як Resche.
Українські дослідники порівнюють назву з українськими топонімами Рашків, Рашківці, Рашовичі тощо.
У повоєнні часи в СРСР місто офіційно називалося на польський кшталт — Жешув, а вулиця Ряшівська у Львові — «Жешувська», але в незалежній Україні назва була змінена на «Ряшівська».

## Історія

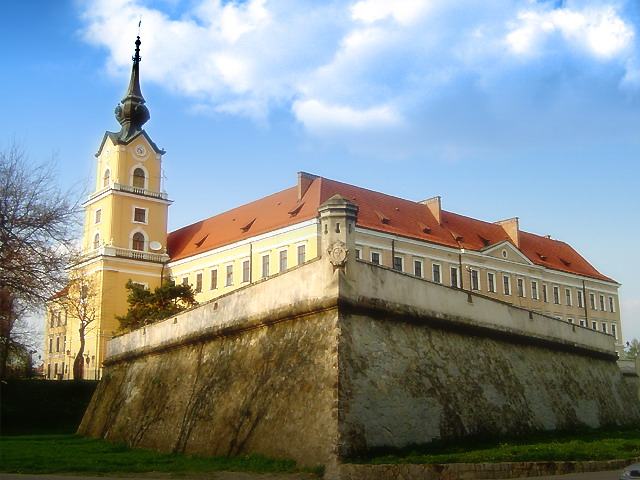
Ряшівський замок князів Любомирських XVIII століття

Існувало за княжих часів, як прикордонне торгово-ремісниче місто Перемиської землі. На думку істориків, Ряшів існував з XI століття, але питання, ким він був заснований, досі викликає суперечки. Польські дослідники стверджують, що землі між Сяном і Віслоком первісно належали п'ястівській Польщі, потім були завойовані Руссю і нарешті, повернулись під владу польської корони.
Ряшів — перше руське місто, яке отримало магдебурзьке право. Можливо, останні князі з династії Романовичів Андрій чи Лев ІІ — внуки короля Данила — надали Ряшеву міське право. У середині XIV столітті оборонне містечко стало центром волості.
19 січня 1354 року місто отримало магдебурзьке право від короля Казимира III, який надав місто у володіння Яну Пакославу зі Строжиська гербу Півкозич, який став підписуватися як Жешовський (Ряшівський, пол. Rzeszowski). На 1406 р. у місті існувала парафіяльна школа, магістрат складався з п'яти райців, кожен з яких по черзі виконував функції бургомістра. Місто належало до Перемиської землі Руського воєводства. Після вигасання роду Жешовських місто перейшло 1589 року до старости жидачівського Миколая Спитка Ліґензи. Тоді місто налічувало 2500 мешканців. Близько 1615 року до міста були спроваджені євреї.
1638 року Ряшів переходить у власність князів Любомирських. 1658 року Єжи-Себастьян Любомирський створює колегіум оо. Піярів. На той час це була друга така школа на всю Польщу.
1782 року утворено Ряшівський округ.
Наприкінці жовтня 1918 року після проголошення створення Української держави на території колишніх австрійських володінь в Галичині, Володимерії та Буковині український синьо-жовтий штандарт був піднятий над українізованою військовою частиною в місті. Польська влада за допомогою підрозділів польських легіонерів змогла захопити цю частину.
Під час Другої світової війни в місті діяв Український допомоговий комітет. Під час нацистської окупації в Ряшеві було гетто (понад 25 тис. осіб).
1 січня 1999 року місто стало столицею новоутвореного Підкарпатського воєводства.
22 травня 2022 року Президент України Володимир Зеленський присвоїв Ряшеву почесну відзнаку «Місто-рятівник», таким чином відзначивши особливу роль міста, що стало прихистком для багатьох тисяч українських біженців під час російського вторгнення 2022 року.

## Економіка

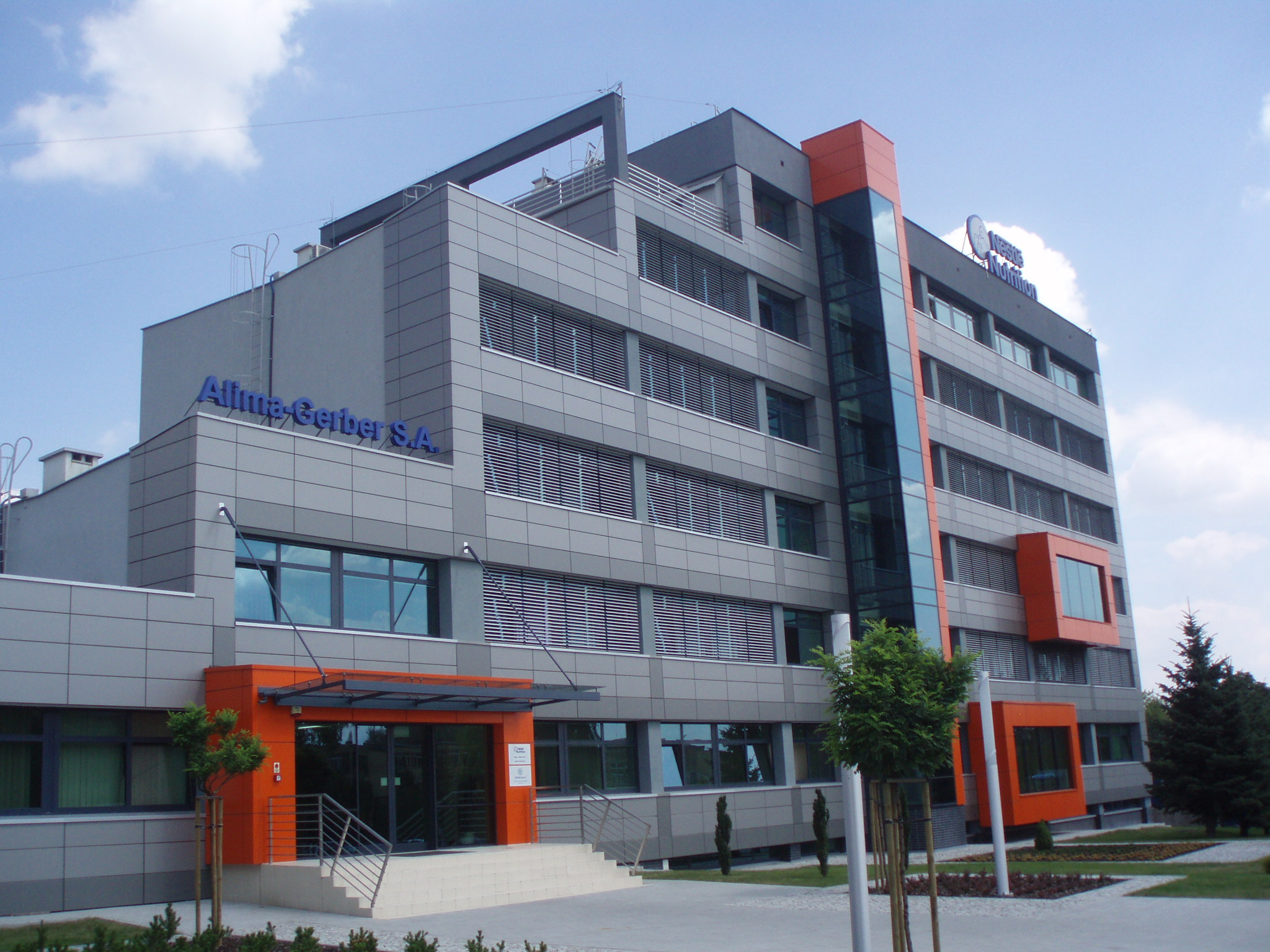
Штаб-квартира Alima Gerber SA

Ряшів є регіональним центром авіаційної, побутової, машинобудівної та фармацевтичної промисловості. Тут також розташовані численні ІТ-компанії.
У 1971 році в Жешуві було створено державне підприємство «Rzeszowskie Zakłady Farmaceutyczne «Polfa», установчим органом якого стало Міністерство хімічної промисловості; того ж року компанія придбала активи фармацевтичного трудового кооперативу «Syntofarma» в Жешуві та стала одним із найбільших виробників ліків у країні. У 1997 році компанія була продана американському концерну ICN Pharmaceuticals Inc. розташованому в Коста-Меса (з 2018 року Bausch Health базується в Лавалі, Канада). У Жешуві є ще два заводи з виробництва ліків: концерну Sanofi-Aventis і польської компанії Chema-Elektromet.
Zelmer SA, нині ліквідована, мала свою штаб-квартиру в Жешуві протягом кількох десятків років. В результаті продажу Міністерством казначейства активи цієї жешівської фабрики перейшли до німецької компанії BSH/Bosch – європейського виробника побутової техніки. Бренд Zelmer був вилучений з ринку в 2019 році, а право на використання назви «Zelmer» як торгової марки було продано в 2020 році компанією BSH Polska третій особі, не пов’язаній з Жешувом, яка планувала почати виробництво побутової техніки під цим брендом.
У 1938 році було відкрито Національний авіаційний завод у Жешуві (після війни WSK PZL Rzeszów). У 1994 році ці заводи були перетворені в державну компанію, а в 2001 році 85% акцій були продані американській компанії United Technologies. У 2015 році завод змінив назву на Pratt & Whitney Rzeszów. Жешув є головним центром асоціації підприємців «Авіаційна долина». До асоціації входять підприємства з усієї країни.
В місті Створено Підкарпатський науково-технологічний парк. Основу цього підприємства складають авіаційна та фармацевтична промисловість. Нові ідеї та рішення, пов’язані з технологічним парком, мають бути створені в академічному преінкубаторі Жешувського технологічного університету. В ПНТП створені та працюють такі заводи: MTU Aero Engines, Borg Warner, Ultratech (аерокосмічна промисловість). Тут також є свій завод Alima Gerber SA, виробник продуктів харчування та соків для немовлят і дітей.
Підкарпатські підприємці, які працюють у сфері ІТ, заснували Асоціацію «Підкарпатська інформатика». Після злиття Asseco та Softbank Жешув є головним центром програмування Asseco Poland. У місті є компанії з IT-сектору, такі як BMM та G2A.COM, які отримали три нагороди від American Business Awards у 2016 році. У Жешуві також знаходяться Центр бізнес-послуг Deloitte (офісне приміщення «SkyRes Warszawska»), який надає аудиторські, фінансові та ІТ-послуги для Центральної Європи, а також консалтингова компанія PwC.
PGE Obrót SA посіла перше місце серед найбільших підприємств Підкарпаття, отримавши понад 12,9 мільярдів злотих доходів від продажів у 2014 році. Штаб-квартира "PGE Obrót SA" знаходиться в місті Ряшів. Компанія має філії в Білостоці, Любліні, Лодзі, Жешуві, Скаржисько-Каменні, Варшаві та Замості.

## Транспорт

### Дорожній
Ряшів розташований на головній західно-східноєвропейській автомагістралі E40, яка йде від Кале у Франції через Бельгію, через Німеччину, Польщу, Україну та в Росію та Казахстан. У межах Польщі E40 слідує за шосе A4, проходячи через Вроцлав, Катовіце, Краків і Корчову. Швидка дорога S19 з’єднує Жешув із Білоруссю та Словаччиною як частина запланованого маршруту Via Carpathia від Балтійського до Чорного моря.
За останні роки сполучення було покращено завдяки модернізації доріг у межах міста. Впроваджено транспортну систему SCATS. Автомагістраль A4 і швидкісна дорога S19 є об’їзною дорогою міста, проходячи через північні та східні райони Жешува.

### Аеропорт

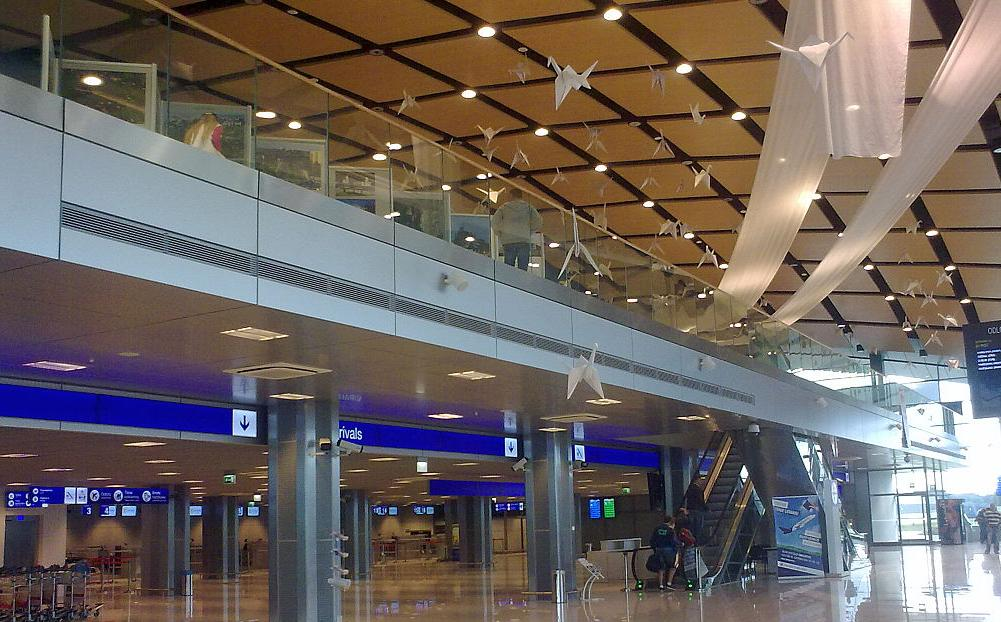
Аеропорт Жешув-Ясьонка

Міжнародний аеропорт Ряшів-Ясьонка (Port Lotniczy Rzeszów-Jasionka) розташований у селі Ясьонка за 10 кілометрів (6,2 милі) на північ від міста. Станом на червень 2015 року регулярні пасажирські перевезення пропонують Ryanair, LOT Polish Airlines і Lufthansa. Це сезонно доповнюється туристичними чартерними рейсами до типових місць літнього відпочинку.

### Автобуси
У місті Муніципальне транспортне підприємство обслуговує 63 автобусні лінії, в тому числі 41 міську, 19 приміських і 3 нічних (включаючи 5 ліній, що сполучають центр міста з економічними зонами поблизу Жешува).
У 2015 році була запущена система, яка об’єднує громадський транспорт у місті Ряшів та околицях, в тому числі до гір Бещади, звідки багато автобусів прямують до Сянока.
Ряшів є головним автобусним вузлом південно-східної Польщі. Пасажирські перевезення обслуговують два міських автовокзали: Головний автовокзал міжміського сполучення - в центрі (на вул. Гроттгера, поруч із залізничним вокзалом) та місцевий автовокзал (у народі Підмейський) на вул. Каспровича, під Сілезьким віадуком, який використовується PKS і Veolia Environnement, що забезпечує транспорт на приміських маршрутах. Станція була капітально реконструйована, відкрита у вересні 2018 року, а в жовтні повністю доступна для пасажирів.

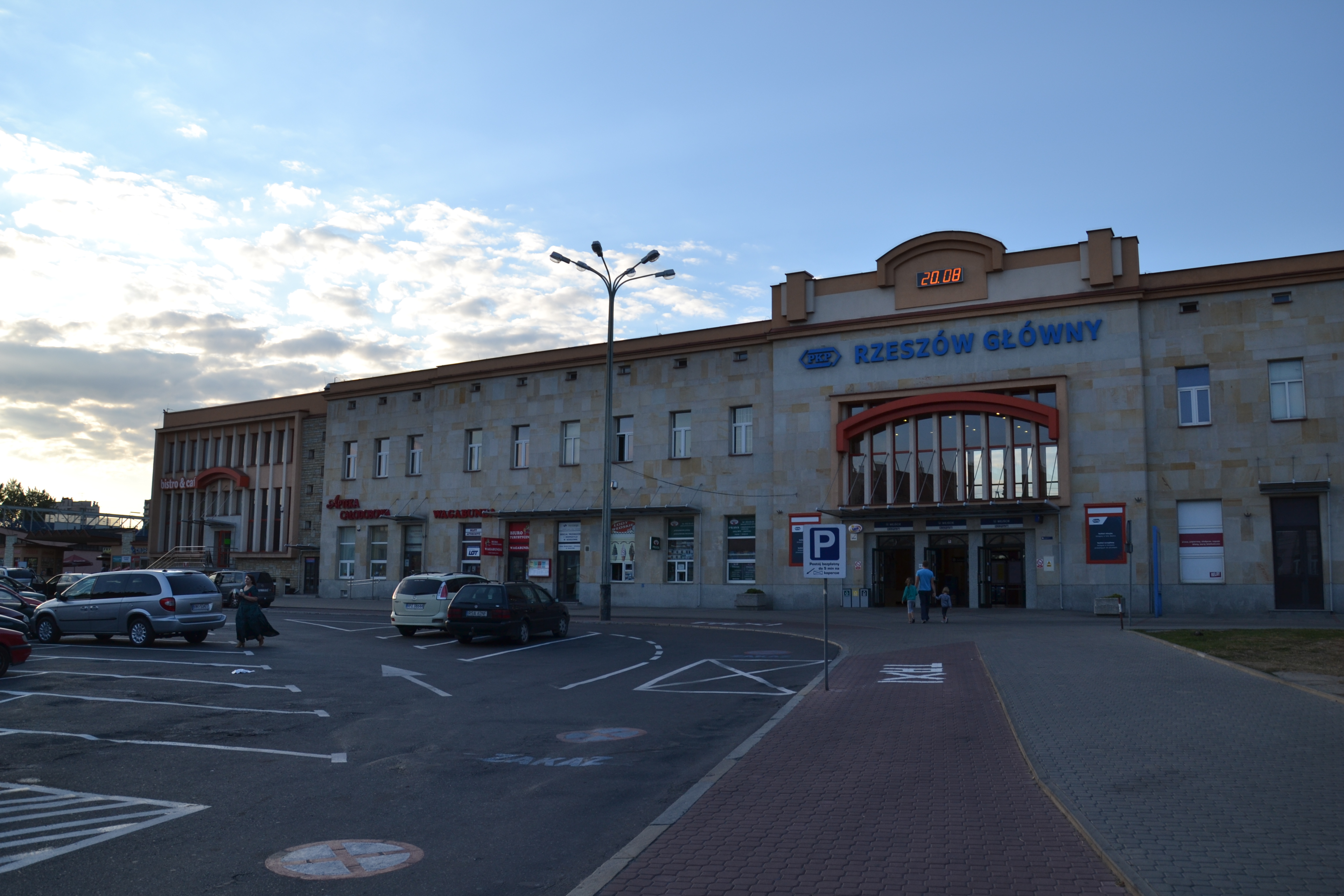
Залізнична станція Ряшів-Головний

### Залізниця
Жешув є важливим залізничним вузлом на головному залізничному маршруті із заходу на схід; Маршрут 91. Він проходить із Сілезії та Кракова, Головний вокзал Кракова (Kraków Główny) – Медика на східному кордоні Польщі. Потім ця лінія продовжується в Україну. Його головний залізничний вокзал був заснований у 19 столітті, і крім нього, в місті є ще п'ять додаткових станцій: Жешув-Староніва, Жешув-Звєнчица, Жешув-Осідле, Жешув-Заленже та Жешув-Західний (лише вантажні). З Жешува також йдуть дві неелектрифіковані лінії – до Ясло та до Тарнобжега.

## Культура
Туристичні пам'ятки: замок (XVII ст.), палац Любомирських (XVIII ст.), історичний центр міста, костел (XV ст.), греко-католицький костел Святої Трійці, монастирі ордену бернардинів, піярів XVII—XVIII ст.

### Фестиваль «Europejski Stadion Kultury»
Ряшів є господарем фестивалю «Європейський стадіон культури» (пол. Europejski Stadion Kultury). Ця подія спочатку планувалася як пов'язана з підготовкою до Євро-2012, але з часом набула регулярного характеру. Це форма співпраці між Польщею та Україною в рамках програми «Східне партнерство». Також кількість міст-організаторів з часом зросла. З 2012 року до організації фестивалю приєднався Люблін, а у 2013 році також Білосток.

## Демографія
Демографічна структура станом на 31 березня 2011 року:
|          | Загалом | Допрацездатний вік | Працездатний вік | Постпрацездатний вік |
| -------- | ------- | ------------------ | ---------------- | -------------------- |
| Чоловіки | 84763   | 15651              | 59963            | 9149                 |
| Жінки    | 94623   | 15123              | 59354            | 20146                |
| Разом    | 179386  | 30774              | 119317           | 29295                |

Населення за роками:

## Спорт
У місті є чоловічий волейбольний «Ресовія» (неодноразовий чемпіон Польщі) та футбольні клуби «Ресовія» та «Сталь» (володар кубку Польщі).

## Освіта і наука
- Ряшівський університет

## Відомі люди

### Народилися
- Ріхард Ярий — австрійський та український військовий і політичний діяч, один із провідних діячів ОУН.
- Давід Костецький — польський боксер.
- Ігнацій Маховський (1920—2001) — польський актор театру, кіно, радіо і телебачення.
- Йоанна Лех (нар. 1984) — польська поетеса.

### Мешкали
- Володимир Навроцький — український економіст (помер у місті).